# リカちゃんの研修日誌
リカちゃんの研修日誌は、日本テレビ系列の深夜ドラマ枠のしんドラにおいて1995年4月11日から4月25日までテレビ放映された作品である。

## あらすじ
会社に入社したばかりの里佳は新人研修に張り切っていた中、新人研修では「個性的」な仲間と出会う。陽一、貢、克子ら６人の研修生に加え教官のクールなチーフデザイナーの涼子である。その個性的なところが重なり里佳の周りでは色んな騒動が起こってしまう。

## 出演者
- 里佳:望月まゆ
- 陽一:中上雅巳
- 貢:山本太郎
- 克子:川村美穂
- 涼子:阿知波悟美